# RAM 02
Chronologie des modèles (1984)
RAM 01 RAM 03
La RAM 02 est une monoplace de Formule 1 engagée par l'écurie britannique RAM Racing lors du championnat du monde de Formule 1 1984. Elle est pilotée par le Français Philippe Alliot et le Britannique Jonathan Palmer, remplacé par le Néo-Zélandais Mike Thackwell lors du Grand Prix du Canada. 
La RAM 02 est chaussée de pneumatiques Pirelli et propulsée par un moteur avec quatre cylindres en ligne turbocompressé Hart 415T. Elle diffère de sa devancière, la RAM 01, par sa monocoque où la fibre de carbone remplace l'aluminium.

## Résultats en championnat du monde de Formule 1
| Saison | Écurie                      | Moteur              | Pneus   | Pilotes         | Courses | Courses | Courses | Courses | Courses | Courses | Courses | Courses | Courses | Courses | Courses | Courses | Courses | Courses | Courses | Courses | Points inscrits | Classement |
| Saison | Écurie                      | Moteur              | Pneus   | Pilotes         | 1       | 2       | 3       | 4       | 5       | 6       | 7       | 8       | 9       | 10      | 11      | 12      | 13      | 14      | 15      | 16      | Points inscrits | Classement |
| ------ | --------------------------- | ------------------- | ------- | --------------- | ------- | ------- | ------- | ------- | ------- | ------- | ------- | ------- | ------- | ------- | ------- | ------- | ------- | ------- | ------- | ------- | --------------- | ---------- |
| 1984   | Skoal Bandit Formula 1 Team | Hart 415 T L4 turbo | Pirelli |                 | BRÉ     | AFS     | BEL     | SMR     | FRA     | MON     | CAN     | DET     | DAL     | GBR     | ALL     | AUT     | P-B     | ITA     | EUR     | POR     | 0               | Non classé |
| 1984   | Skoal Bandit Formula 1 Team | Hart 415 T L4 turbo | Pirelli | Philippe Alliot | Abd.    | Abd.    | Nq      | Abd.    | Abd.    | Nq      | 10e     | Abd.    |         | Abd.    | Abd.    | 11e     | 10e     | Abd.    | Abd.    | Abd.    | 0               | Non classé |
| 1984   | Skoal Bandit Formula 1 Team | Hart 415 T L4 turbo | Pirelli | Jonathan Palmer |         |         | 10e     | 9e      | 13e     | Nq      |         | Abd.    | Abd.    | Abd.    | Abd.    | 9e      | 9e      | Abd.    | Abd.    | Abd.    | 0               | Non classé |
| 1984   | Skoal Bandit Formula 1 Team | Hart 415 T L4 turbo | Pirelli | Mike Thackwell  |         |         |         |         |         |         | Abd.    |         |         |         |         |         |         |         |         |         | 0               | Non classé |

Légende : ici 